# Consorzio di bonifica Pedemontano Brentella di Pederobba
Il consorzio di Bonifica Pedemontano Brentella di Pederobba era un consorzio di bonifica che operava in un'area del Veneto centrale compresa nella provincia di Treviso centrale. Nel 2009 è stato unito ai consorzi di bonifica Pedemontano Sinistra Piave e Destra Piave per formare il nuovo consorzio di bonifica Piave con sede a Montebelluna.
Il territorio interessato si estende per 64.699 ettari, coinvolgendo in tutto trentaquattro comuni. Nella zona di pianura il consorzio compie soprattutto opere irrigue (quest'area è, per sua natura, siccitosa), mentre nell'area pedemontana si adopera per la difesa idraulica. L'operato dell'ente fa perno sul canale Brentella di Pederobba (donde la denominazione).
Sebbene l'area sia attraversata da corsi d'acqua di particolare rilievo, non tutti sono gestiti dal consorzio (secondo la delibera regionale n° 3260 del 15 novembre 2002): è il caso del Piave, del Soligo, del Raboso, del Curogna, del Muson dei Sassi, del Muson di Monfumo, del Lastego e del Brenton Pighenzo.
La gestione delle acque nel territorio ha origini antichissime: sin dal 1436 la Repubblica di Venezia aveva assegnato alle comunità locali la manutenzione dell'area compresa tra i bacini del Piave e del Muson, dove fu artificialmente realizzata la Brentella di Pederobba. Dal 1942 il consorzio estese la propria giurisdizione anche sui canali secondari.